# 欣泰雷亞格鄉
47°11′N 24°18′E / 47.183°N 24.300°E
欣泰雷亞格鄉（羅馬尼亞語：Comuna Șintereag, Bistrița-Năsăud），是羅馬尼亞的鄉份，位於該國西北部，由比斯特里察-訥瑟烏德縣負責管轄，面積71平方公里，海拔高度274米，2007年人口3,855，人口密度每平方公里54人。